# Julian Grabowski (polityk)
Julian Grabowski, ps. Jules, Żul (ur. 23 kwietnia 1867 w Warszawie, zm. 12 lipca 1926 tamże) – działacz socjalistyczny i niepodległościowy.
Urodzony w rodzinie szlacheckiej. Po ukończeniu gimnazjum w Suwałkach w 1884 podjął studia na uniwersytecie w Petersburgu na wydziale lekarskim. Od 1889 był członkiem Związku Młodzieży Polskiej „Zet”; działał w kółkach oświaty ludowej. Brał udział w organizowanych przez narodowców obchodach 60 rocznicy powstania listopadowego i w demonstracji 3-majowej 1891 r. 
Na przełomie 1891/1892 przystąpił do utworzonego przez Edwarda Abramowskiego Zjednoczenia Robotniczego. W końcu marca 1892 został przypadkowo aresztowany w związku ze sprawą II Proletariatu. Więziony ponad pół roku w X Pawilonie Cytadeli Warszawskiej. Zwolniono go za kaucją z zakazem opuszczania Warszawy.
W 1893 Stanisław Wojciechowski wciągnął go do powstającego Komitetu Robotniczego PPS. Grabowski rozpoczął działalność w PPS, pozostając w tym samym czasie współpracownikiem Ligi Narodowej i Związku Młodzieży Polskiej „Zet”. W lutym 1893 r. na II Zjeździe PPS został wybrany członkiem Centralnego Komitetu Robotniczego PPS. Był członkiem redakcji „Robotnika”. Aresztowany w sierpniu 1894 był ponownie uwięziony w X Pawilonie Cytadeli Warszawskiej. Zesłano go do Wołogdy i Ust'-Sysolska. Pracował tam jako felczer, potem uzyskał zgodę na ukończenie studiów lekarskich w Kazaniu. Do kraju powrócił w końcu 1905 r. lub na początku 1906 r. 
W 1906 osiadł w Łodzi, gdzie podjął pracę jako chirurg w szpitalu powiatowym św. Aleksandra. Następnie został naczelnym lekarzem oddziału chirurgicznego szpitala. 
Brał udział w wydarzeniach rewolucji 1905 roku, potem odszedł od ruchu socjalistycznego. W 1910 stracił rękę i został burmistrzem Radomska. W czasie I wojny światowej ewakuowany ze szpitalem do Rosji pracował jako lekarz ziemski. Od 1919 pracował w Wydziale Zdrowia miasta Warszawy. 
Pośmiertnie odznaczony w 1930 Krzyżem Niepodległości.
Spoczywa na cmentarzu Powązkowskim w Warszawie (kwatera 29 wprost, rząd 1, grób 21/22/23).